# Route européenne 641
Pour les articles homonymes, voir E641 et Route 641.
La route européenne 641 est une route reliant Wörgl à Salzbourg.